# Dan Lucas
Pour les articles homonymes, voir Lucas.
Dan Lucas (né le 28 février 1958 à Powell River, dans la province de la Colombie-Britannique au Canada) est un joueur professionnel canadien de hockey sur glace.

## Carrière en club
En 1973, il commence sa carrière avec les Broncos de Humboldt dans la Ligue de hockey junior de la Saskatchewan. Il est choisi au cours du repêchage amateur 1978 dans la Ligue nationale de hockey par les Flyers de Philadelphie en 1e ronde, en 14e position. Il passe professionnel avec les Mariners du Maine dans la Ligue américaine de hockey en 1978.

## Statistiques
| Saison    | Équipe                                | Ligue |    | Saison régulière | Saison régulière | Saison régulière | Saison régulière | Saison régulière |   | Séries éliminatoires | Séries éliminatoires | Séries éliminatoires | Séries éliminatoires | Séries éliminatoires |
| Saison    | Équipe                                | Ligue | PJ | B                | A                | Pts              | Pun              | PJ               | B | A                    | Pts                  | Pun                  |                      |                      |
| 1973-1974 | Broncos de Humboldt                   | LHJS  | 18 | 11               | 11               | 22               | 14               | -                | - | -                    | -                    | -                    |                      |                      |
| 1973-1974 | Cougars de Victoria                   | WCHL  | 29 | 6                | 10               | 16               | 38               | -                | - | -                    | -                    | -                    |                      |                      |
| 1974-1975 | Cougars de Victoria                   | WCHL  | 70 | 57               | 56               | 113              | 74               | 12               | 3 | 2                    | 5                    | 22                   |                      |                      |
| 1975-1976 | Cougars de Victoria                   | WCHL  | 30 | 20               | 24               | 44               | 63               | -                | - | -                    | -                    | -                    |                      |                      |
| 1976-1977 | Université de la Colombie-Britannique | SIC   | 26 | 12               | 17               | 29               | 44               | -                | - | -                    | -                    | -                    |                      |                      |
| 1977-1978 | Greyhounds de Sault Ste. Marie        | LHJMO | 61 | 50               | 67               | 117              | 90               | 13               | 5 | 10                   | 15                   | 10                   |                      |                      |
| 1978-1979 | Mariners du Maine                     | LAH   | 70 | 21               | 19               | 40               | 54               | 10               | 3 | 6                    | 9                    | 4                    |                      |                      |
| 1978-1979 | Flyers de Philadelphie                | LNH   | 6  | 1                | 0                | 1                | 0                | -                | - | -                    | -                    | -                    |                      |                      |
| 1979-1980 | Mariners du Maine                     | LAH   | 80 | 25               | 27               | 52               | 33               | 12               | 2 | 9                    | 11                   | 6                    |                      |                      |
| 1980-1981 | Texans de Fort Worth                  | LCH   | 38 | 5                | 8                | 13               | 23               | -                | - | -                    | -                    | -                    |                      |                      |
| 1980-1981 | Mariners du Maine                     | LAH   | 2  | 0                | 0                | 0                | 2                | -                | - | -                    | -                    | -                    |                      |                      |